# Antifundacionalismo
O antifundacionalismo é qualquer filosofia que rejeita uma abordagem fundacionalista. Um antifundacionalista é aquele que não acredita que haja alguma crença ou princípio fundamental que seja o fundamento básico ou fundamento da investigação e do conhecimento.

## Antiessencialismo
Os antifundacionalistas usam ataques lógicos, históricos ou genealógicos a conceitos fundamentais (ver especialmente Nietzsche e Foucault), frequentemente associados a métodos alternativos para justificar e encaminhar a investigação intelectual, como a subordinação pragmática do conhecimento à ação prática. Foucault rejeitou a busca de um retorno às origens como essencialismo platônico, preferindo enfatizar a natureza contingente das práticas humanas.
Os antifundacionalistas se opõem aos métodos metafísicos. No campo da ética, os antifundacionalistas são frequentemente criticados pelo relativismo moral, mas os antifundacionalistas frequentemente contestam essa acusação, oferecendo métodos alternativos de pensamento moral que eles afirmam não exigir fundamentos. Assim, enquanto Charles Taylor acusou Foucault de não ter "nenhuma ordem da vida humana, ou modo como somos, ou natureza humana, à qual se possa apelar para julgar ou avaliar entre modos de vida", Foucault mesmo assim insiste na necessidade de um continuar a investigação sobre ética sem qualquer sistema universal ao qual recorrer.
Niklas Luhmann usou a cibernética para desafiar o papel das unidades fundacionalistas e das certezas canônicas.

## Totalização e legitimação
Os antifundacionalistas opõem-se a visões totalizantes da realidade social, científica ou histórica, considerando-as carentes de legitimidade, e preferindo as narrativas locais. Nenhuma totalidade social, mas uma multiplicidade de práticas locais e concretas; Em tal neopragmatismo, não há verdade geral, apenas um processo contínuo de melhores e mais frutíferos métodos de edificação. Mesmo nossas categorias mais aceitas para análise social – de gênero, sexo, raça e classe – são consideradas por antiessencialistas como Marjorie Garber como construções sociais.

## Esperança e medo
Stanley Fish distingue entre o que ele chama de "esperança da teoria antifundacionalista" e "medo da teoria antifundacionalista" — considerando-os, porém, igualmente ilusórios.
O medo dos efeitos corrosivos do antifundacionalismo foi generalizado no final do século XX, antecipando coisas como um colapso cultural e anarquia moral, ou (pelo menos) uma perda da distância crítica necessária para permitir uma alavancagem contra o status quo. Para Fish, no entanto, a ameaça de perda de padrões objetivos de investigação racional com o desaparecimento de qualquer princípio fundador era um falso medo: longe de abrir caminho para uma subjetividade desenfreada, o antifundacionalismo deixa o indivíduo firmemente entrincheirado dentro do contexto e dos padrões convencionais de indagação/disputa da disciplina/profissão/habitus em que está irrevogavelmente inserido.
Da mesma forma, no entanto, a esperança antifundacionalista de escapar de situações locais por meio da consciência da contingência de todas essas situações – por meio do reconhecimento da natureza convencional/retórica de todas as reivindicações de princípios mestres – essa esperança é igualmente preconceituosa pela própria natureza da consciência situacional, o contexto social e intelectual abrangente, no qual cada indivíduo está separadamente incluído.
Fish também observou como, em contraste com as esperanças de um resultado emancipatório do antifundacionalismo, as teorias antiessencialistas que defendem a ausência de um ponto de referência transcontextual foram colocadas para fins conservadores e neoconservadores, bem como progressistas. Assim, por exemplo, John Searle ofereceu um relato da construção da realidade social totalmente compatível com a postura de aceitação do "homem que está em casa em sua sociedade, o homem que é chez lui nas instituições sociais da sociedade...confortáveis como os peixes no mar".

## Crítica
Os antifundacionalistas tem sido criticados por atacar todas as reivindicações gerais, exceto as suas próprias; por oferecer uma retórica localizadora contrariada na prática por seu próprio estilo globalizante.
Edward Said condenou o antifundacionalismo radical pelo relativismo cultural excessivo e pela dependência excessiva da virada linguística às custas das realidades humanas.
Ludwig Wittgenstein atacou o antifundacionalismo em seu livro On Certainly: "Se você tentasse duvidar de tudo, não chegaria a duvidar de nada. O próprio jogo da dúvida pressupõe a certeza."

## Antifundacionalistas

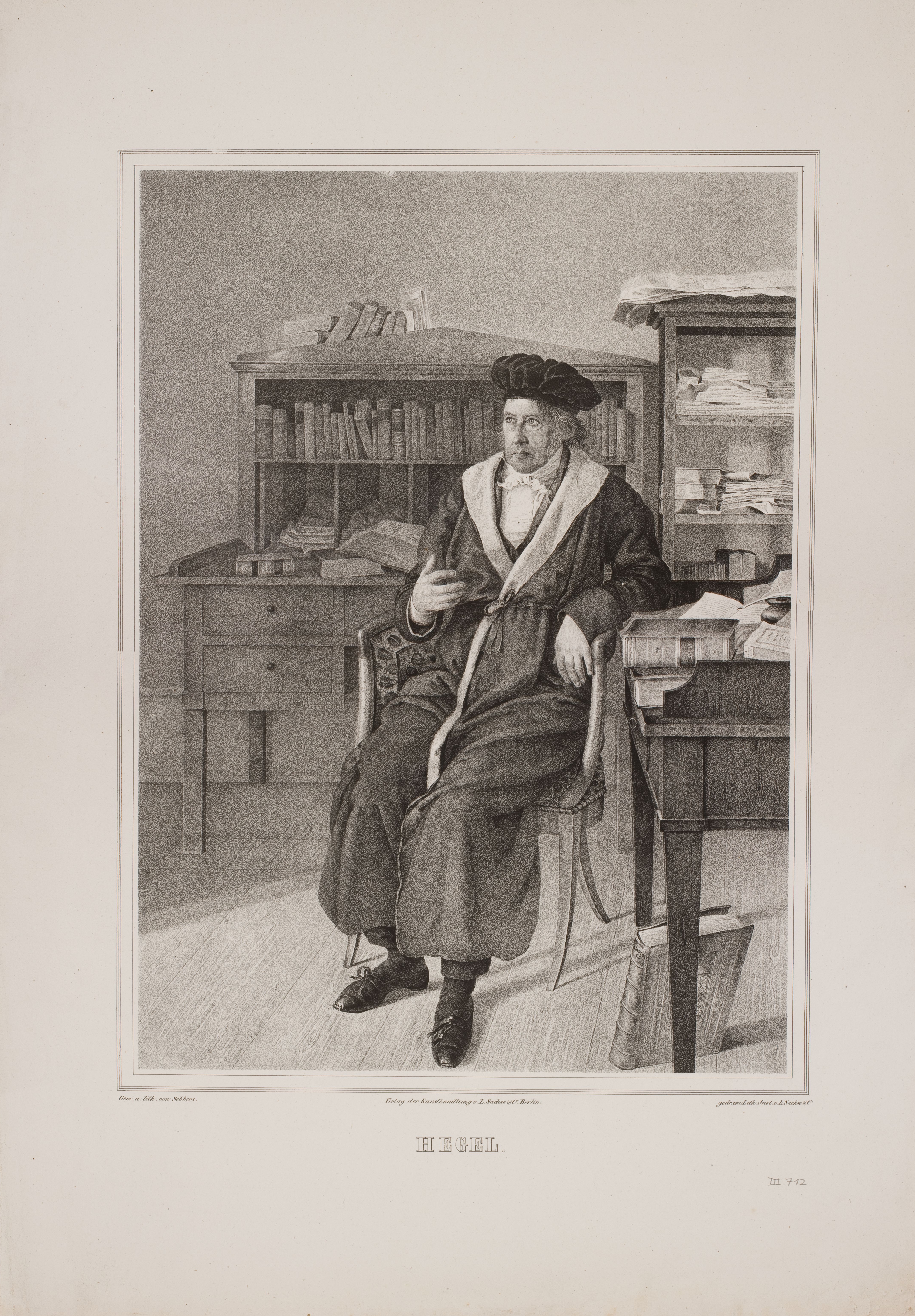
G. W. F. Hegel é considerado um dos primeiros antifundacionalistas

- John Dewey
- Stanley Fish
- Michel Foucault
- G.W.F. Hegel
- Max Stirner
- William James
- Emil Cioran
- Eugene Thacker
- Thomas Ligotti
- Friedrich Nietzsche
- Charles Sanders Peirce
- Ludwig Wittgenstein
- T.S. Eliot
- Otto Neurath
- Wilfrid Sellars
- Karl Popper
- Anton Chekhov
- Richard Rorty
- Jacques Derrida
- Edgar Morin
- Willard Van Orman Quine
- Nelson Goodman
- Roy Bhaskar